# یژووا
یژووا (به لاتین: Jeżowa) یک روستا در لهستان است که در گمینا چیاسنا واقع شده‌است. یژووا ۵۵۰ نفر جمعیت دارد و ۲۵۰ متر بالاتر از سطح دریا واقع شده‌است.